# Zenon Hendrich
Zenon Hendrich (ur. w 1921, zm. 27 czerwca 2015) – polski bakteriolog, analityk kliniczny i epidemiolog, płk doc. dr hab. n. med.

## Życiorys
Uzyskał stopień doktora habilitowanego w zakresie nauk medycznych. Pracował w Warszawskiej Wyższej Szkole, oraz w Wojskowym Instytucie Higieny i Epidemiologii w Warszawie. Pełnił funkcję kierownika w Centralnym Laboratorium CMKP w Warszawie i członka Polskiego Towarzystwa Diagnostyki Laboratoryjnej.
Zmarł 27 czerwca 2015.

## Wybrane publikacje
- 1956: Robaczyce (choroby wywołane przez robaki obłe)[1]
- 1994: Diagnostyka laboratoryjna w praktyce stomatologicznej[1]